# Chronologie de la République romaine
Sauf précision contraire, les dates de cet article sont sous-entendues « avant l'ère commune » (AEC), c'est-à-dire « avant Jésus-Christ ».
Cet article présente la chronologie de la République romaine.

## La lutte pour la survie (509à350)
Rome, confinée sur un territoire restreint, poursuit la lutte contre tous les peuples voisins entamée sous la monarchie, tandis qu'à l’intérieur de Rome, les patriciens monopolisent tous les pouvoirs mais doivent faire face aux revendications des plébéiens.
Les dates antérieures au IVe siècle av. J.-C. sont incertaines et varient parfois selon les ouvrages consultés. Les événements de la première moitié du Ve siècle sont largement légendaires, de l'avis des historiens modernes. Tite-Live, déjà, explique que les évènements antérieurs à la prise de Rome par les Gaulois en 390 sont sujets à caution car les archives publiques ont été détruites lors de la mise à sac de Rome.

### Premières années de la République (509à486)

Rome et ses voisins au

- ~509 Le roi Tarquin le Superbe est chassé de Rome[1],[2]. Instauration de la République romaine[3],[4] (traditionnellement, elle est datée de 509 ou 509/508). Lucius Junius Brutus et Lucius Tarquinius Collatinus, tous deux parents de Tarquin, remplacent l'ancien roi[3],[4]. Tarquin Collatin s'exile[5],[6], Brutus est tué au combat[7],[8],[9]. Leurs successeurs sont désignés pour un an, avec le titre de praetor major (ou maximus). Premier traité commercial entre Rome et Carthage (plus vraisemblablement avant l'instauration de la République romaine, bien que Polybe le place sous la République), limitation de l'accès des commerçants romains aux côtes d'Afrique, autorisation pour Carthage de piller des cités du Latium[10].
- ~508 Porsenna, roi étrusque de Clusium, marche sur Rome pour rétablir Tarquin[11],[12], mais renonce devant l’obstination des Romains[13] (exploits de Horatius Coclès, Mucius Scaevola, Clélie[14],[15],[16]).
- ~505/504 Guerre contre les Sabins, et victoire. Le Sabin Attus Clasus (nommé Appius Claudius Sabinus Regillensis à Rome) et sa nombreuse clientèle émigrent à Rome, formant la gens des Claudii[17],[18],[19]. Nouvelle défaite des Sabins sur leur territoire[17],[20].
- ~503/502 Mort de Publius Valerius Publicola, funérailles aux frais de l'État[17],[21],[22]. Guerre contre les Aurunces et deux colonies latines[17] ou contre les Sabins[23].
- ~500/493 Guerre contre les Latins : création de la fonction de dictateur, patricien désigné pour six mois au maximum en cas de menace grave pour Rome[24] pour faire face aux Latins menés par Octavius Mamilius et Tarquin le Superbe[25]. Bataille du lac Régille (499[26] ou 496[27]), victoire du dictateur Aulus Postumius Albus contre les Latins[26],[27],[28]. Mort de Tarquin le Superbe en 495 à Cumes où il s'était retiré[29],[30],[31]. Rome impose aux Latins une alliance entre égaux en créant la Ligue latine vers 493[32],[33].
- ~495/493 Première sécession de la plèbe à la suite d'une nouvelle guerre contre les Volsques. La plèbe, accablée de dettes, refuse de se mobiliser et réclame des droits dans une République dirigée par les oligarques du Sénat, les patriciens[34],[35]. À la suite d'un édit protégeant les débiteurs, la plèbe calmée s'engage, et vainc les Volsques, les Sabins et les Aurunces[36],[37]. De retour à Rome, les promesses du Sénat ne sont pas réalisées, notamment car les patriciens menées par Appius Claudius Sabinus refusent toute concession à la plèbe. Nouveaux blocages à Rome[38],[39], nomination d'un dictateur populaire, Manius Valerius Volusus, qui mobilise l'armée[40],[41], vainc les Volsques, les Èques et les Sabins, et tente de retour à Rome d'améliorer la situation de la plèbe mais se heurte au Sénat, il abdique[42],[43]. La plèbe, accablée de dettes et privée de tout droit, se retire en armes sur le mont Sacré[44],[45]. Apologue des membres et de l'estomac de Menenius Agrippa, prêchant la coopération[46],[47]. Les dettes sont effacées et la plèbe acquiert l'établissement de quatre représentants : deux tribuns de la plèbe et deux édiles plébéiens[32],[48].
- ~492/491 Terrible disette à Rome[49],[50]. Coriolan, voulant profiter de la situation pour reprendre les droits donnés lors des insurrections, est condamné à l'exil après ses discours agressifs contre les tribuns de la plèbe[51],[52],[53].
- ~491/488 Guerre contre les Volsques, menés par l’exilé Coriolan[54]. Il se retourne avec son armée en pays volsque devant les supplications de sa famille[55],[56],[57].
- ~486 Rome signa un traité d'alliance entre égaux avec la Ligue qui se constitue autour de Anagni, les Herniques, qui sont un rempart contre les Volsques et les Èques[58].

Cette période d'une vingtaine d'années depuis l'instauration légendaire de la République romaine par Brutus, Tarquin Collatin et Valerius Publicola, est marquée par de nombreuses guerres pour repousser ces voisins. La bataille du lac Régille, ainsi que l'échec de Porsenna, marque définitivement la fin du règne des Tarquins à Rome. Le pouvoir est monopolisé, au lendemain de la chute de la royauté, par les patriciens, qui dirigent la jeune république oligarchique. La première sécession de la plèbe est le premier pas dans la guerre des ordres qui durera jusqu'au IIIe siècle av. J.-C. Enfin, Rome créé autour d'elle un rempart contre les Volsques et les Èques, en créant la Ligue latine et en s'alliant aux Herniques, par le Fœdus Cassianum. Ce traité est ratifié par Cassius Vecellinus, un consul plébéien des débuts de la République, exécuté pour adfectatores regni, tentative de devenir roi, comme tant d'autres durant les premiers siècles.

### Un demi-siècle de luttes externes et internes jusqu'aux décemvirs (485à452)
- ~485/484 Reprise de la guerre et victoire contre les Volsques et les Èques. Dédicace du Temple des Dioscures[59], dit de Castor et Pollux, pour commémorer les deux héros pour leur intervention lors de la bataille du lac Régille[26].
- ~482/473 Guerre contre les Èques et les Véiens, qui vinrent ravager le territoire de Rome. Mutineries dans l'armée romaine contre les Fabii[60]. Victoire romaine contre les Véiens[61] et les Èques[62]. Les Volsques et Èques reprennent les armes. La République fait toujours face à Véies. Dans ce contexte, la gens des Fabii, qui monopolisa le consulat durant sept années consécutives de 485 à 479 av. J.-C., partirent seuls en guerre contre Véies pour soulager Rome[63]. Les 306 Fabiens sont tués lors de la bataille du Crémère[64],[65],[66]. Plusieurs défaites romaines avant une victoire décisive, mettant fin provisoirement à la guerre[67]. Coalition des Véiens et des Sabins, vaincu par les Romains, alliés des Latins et des Herniques[68]. Trêve de quarante ans entre Rome et Véies[62]. Sans le soutien de Rome, Latins et Herniques vainquent les Volsques et les Èques[68].
- ~471/461 Campagne contre les Volsques et les Èques, mutineries dans l'armée romaine[69]. Décimation de l'armée par Ap. Claudius Sabinus[70]. Les Sabins entrent eux aussi en guerre et assiègent Rome avant d'être repoussés[71]. Défaite des Volsques et prise d'Antium[72]. Plusieurs victoires contre les Èques[73] puis défaite d'un consul, la patrie est déclarée en danger[74]. Victoires finales des armées consulaires[75].
- ~462/461 Le tribun de la plèbe Gaius Terentilius Harsa demande la mise par écrit des droits des consuls, pour limiter leur arbitraire[76]. Ce projet de Lex Terentilia est repoussé par les patriciens, ce qui engendre dix ans de crise civile à Rome[77].
- ~460 Les Sabins s'emparent par surprise du Capitole à la tête d'une armée d'esclaves et de bannis et l'occupent pendant quelques jours[78].
- ~459/458 Reprise de la guerre contre les Èques[79]. Le dictateur Cincinnatus termine la guerre en 16 jours et retourne à sa charrue[80],[81].
- ~454 Recherche d'un compromis entre patriciens et plébéiens. Une délégation part consulter les lois d'Athènes. Fin provisoire de la crise civile[82].

### Des décemvirs au sac de Rome (451à390)
- 451-449 : Les tribuns de la plèbe obtiennent enfin que les lois soient écrites et connues de tous. Dix anciens consuls, les Decemviri, investis du pouvoir absolu, rédigent la Loi des Douze Tables publiée sur le forum. Elle établit l’égalité devant la loi entre patriciens et plébéiens, mais interdit les mariages mixtes.
- 449 : Les Decemviri qui se maintenaient illégalement au pouvoir sont chassés par une révolte de l'armée et une menace de sécession de la plèbe.
- 449 : Les praetores prennent le titre de consuls
- 449 : Par la loi Horatia Valeria, les tribuns de la plèbe deviennent sacrés, leurs plébiscites ont force de loi et ils peuvent faire appel auprès du peuple (provocatio)
- 445 : Le tribun de la plèbe Caius Canuleius obtient l’autorisation du mariage entre plébéien et patricien (Lex Canuleia).
- 444-443 : Les plébéiens réclament l’égalité politique. Les patriciens remplacent le consulat par le tribunat militaire avec pouvoir consulaire, accessible aux plébéiens, et par la fonction de censeur réservée aux patriciens
- 439 : Révolte plébéienne, matée par le dictateur Cincinnatus
- 437-435 Guerre contre la ville étrusque de Véies pour le contrôle de Fidènes sur le Tibre, et de la via Salaria
- 426 : Chute de Fidènes, où s’installe une colonie romaine
- 421 : Pour la première fois, un plébéien devient questeur
- 405-396 : Veies est prise par le dictateur Camille après 10 ans de siège, ainsi que ses alliés, les cités de Faléries et de Capenes.
- 398-390 : Guerre contre les villes étrusques de Volsinies et Tarquinies
- 390 : Défaite romaine à l’Allia contre les Gaulois menés par Brennus. Les vestales et les prêtres sont mis en sécurité dans la ville étrusque de Caere (Cerveteri), Rome est mise à sac, des sénateurs restés sur place sont massacrés. Résistance de Marcus Manlius Capitolinus sur le Capitole (Épisode des oies du Capitole). Brennus évacue Rome contre rançon. (formule du Vae Victis)

### Reconstruction et crises internes (389à350)
- ~386 : victoires en Étrurie du Sud, création de 4 tribus rustiques et installation de colons romains sur ce territoire
- 385 : Guerre contre les Volsques et les Eques (Victoires de Camille)
- 384 Accusé d’aspirer à la royauté, Marcus Manlius Capitolinus est précipité du haut de la roche Tarpéienne
- 380 : Rome annexe la cité latine de Tusculum
- 378 : Construction (ou réfection) de la muraille de Rome, restauration des monuments pillés par les Gaulois
- 378 : Alliance avec les Latins et les Herniques
- 375 à 370 : Blocage politique à Rome, les tribuns de la plèbe Lucius Sextius Lateranus et Caius Licinius Stolon empêchent la tenue des élections tant que leur projet de loi n'est pas soumis au vote du peuple
- 367 : Fin de la période des tribuns militaires à pouvoir consulaire : les tribuns de la plèbe Lucius Sextius Lateranus et Caius Licinius Stolon font enfin voter leur loi qui rétablit le consulat avec obligatoirement un consul plébéien ; création en réaction des fonctions de préteur et d’édile curule, réservées aux patriciens,
- 366 : Lucius Sextius Lateranus est le premier plébéien élu consul. Le Sénat doit valider son élection sous la menace d'une sécession populaire.
- 364 : pour la première fois, un plébéien, devient édile curule
- 358-354 : incursions gauloises jusqu'aux monts Albins
- ~357-353 : création de 2 tribus rustiques en territoire volsque
- 356 : pour la première fois, un plébéien, Caius Marcius Rutilus devient dictateur. Indignés, les patriciens refusent l'élection de consul plébéien, jusqu'à ce que l'agitation populaire l'impose de nouveau en 352
- 354 : Traité entre Rome et la confédération samnite
- 353 : Après la défaite de la cité étrusque de Tarquinia, trêve de cent ans avec Caere, la voisine de Rome
- 351 : Arbitrage de nombreuses dettes populaires. Nouvelle tentative d'écarter les plébéiens du consulat. En réaction populaire, un plébéien Caius Marcius Rutilus devient censeur pour la première fois.

## Conquête de l’Italie (350-264)
Rome contrôle le petit territoire du Latium, mais va entrer en conflit avec les montagnards des Apennins, dont les Samnites qui s’étendent vers la Campanie. Les conflits gagnent toute l’Italie centrale, impliquant même les Étrusques et les Gaulois.
- 348 : Deuxième traité entre Rome et Carthage, interdiction d'accès des commerçants romains aux côtes d'Afrique.
- 347-343 : Nouvelles interventions gauloises contre Rome
- 343-341 : Première guerre samnite. Les Romains interviennent pour protéger Capoue des Samnites, le tribun militaire Publius Decius Mus est vainqueur mais doit se replier à cause du soulèvement des Latins
- 340-338 : Soulèvement infructueux des Latins contre Rome. Rome victorieuse dissout la Ligue latine et accorde aux Latins la citoyenneté romaine, mais sans droit de vote. Contrôle du Latium par la fondation d'une colonie militaire à Antium (Anzio) et la création de 2 nouvelles tribus rustiques.
- 336 : Pour la première fois, un plébéien, Quintus Publilius Philo, devient préteur
- ~335 : Fondation de la colonie romaine d'Ostie, port de Rome
- 332-329 Dernières apparitions gauloises dans le Latium. Rome impose une paix de trente ans aux Gaulois.
- 328 : Fondation de la colonie romaine de Fregellae, à proximité du territoire samnite.
- 327-304 : Deuxième guerre samnite. Malgré leur défaite aux Fourches Caudines (321), les Romains sont vainqueurs d’une coalition générale des Samnites et de tous les peuples voisins de Rome (Étrusques, Marses, Ombriens, etc.). Annexion de Capoue et construction de la Via Appia de Rome à Capoue.
  - 314 : Guerre contre les Aurunces (soumission de ce peuple)
  - 306 : Guerre contre les Herniques (Annexion de leur territoire et soumission de ce peuple)
  - 305 : Victoires contre les Marses, les Péligniens, les Marrucins, les Frentans, et les Vestins
  - 304 : Campagne de P. Sempronius contre les Èques, fondation des colonies militaires de Alba Fucens (Massa d'Albe) et de Carseoli (Carsoli) au bord du territoire Marse
- 306 : Troisième traité entre Rome et Carthage.
- 306 : Traité commercial entre Rome et le comptoir de Rhodes.
- 303 : Traité commercial entre Rome et Tarente, limitant l’accès des navires romains à l’Est de Crotone.
- 300 : La lex Ogulnia permet aux plébéiens d’accéder aux fonctions religieuses de pontifes et d’augures.
- 299-290 Troisième guerre samnite, victoire romaine en 295 à la bataille de Sentinum, victoire finale de Curius Dentatus, Rome occupe le Samnium, le Picenium et la Sabine.
- 290-283 Guerre contre les Gaulois, les Étrusques et les Ombriens alliés (bataille du lac Vadimon – 283)
- 287 : La Lex Hortensia, les plébiscites ont valeur de loi
- 282 : La cité grecque de Thurii en Grande-Grèce demande l'aide romaine contre les montagnards de Lucanie
- 280 : Installation d'une légion formée de Campaniens à Rhegium (Reggio de Calabre)
- 280-272 : Guerre de Pyrrhus allié de Tarente.
- ~280 : Première frappe monétaire à Rome pour financer la guerre (drachmes d'argent romano-campaniens)
  - 280 : Pyrrhus Ier remporte la bataille d'Héraclée contre Rome. Bruttiens, Lucaniens et Samnites s'allient avec lui.
  - 279 : Victoire de Pyrrhus à la bataille d'Ausculum
  - 279 : Alliance de Rome et de Carthage qui envoie à Ostie une flotte de secours.
  - 275 : Victoire de Curius Dentatus sur Pyrrhus à la bataille de Beneventum
  - 272 : Prise de Tarente par L. Papirius Cursor
- 273 : Rome et l'Égypte signent un accord commercial.
- ~269 : Nouvelles monnaies romaines en argent (denier et sesterce)
- 268 : Fondation des colonies de Bénévent en pays samnite et de Ariminum (Rimini) en protection contre les Gaulois du Po
- 267 : Le consul Marcus Atilius Regulus prend Brindisi : Rome domine l'Italie du Sud
- 265 : Prise et destruction de la cité étrusque de Volsinies
- 264 : Les villes étrusques au Sud de l'Arno sont rattachées à Rome

## Rome contre Carthage (264-201)
Maîtres de l’Italie, les Romains sont confrontés à Carthage, puissance commerciale dominante du bassin méditerranéen occidental.
- 264-241 Première guerre punique pour le contrôle de la Sicile. Alternance de victoires et de défaites romaines. Victoire finale de la flotte romaine aux îles Égates. Signature de la paix de Lutatius. La Sicile devient la première province romaine
- 238-229 : Rome oblige Carthage à lui céder la Sardaigne et la Corse, seconde province romaine
- 233 : Le recensement dénombre 270 713 citoyens romains en âge de combattre (selon Tite-Live)
- 229 à 228 : Première guerre illyrienne contre les pirates illyriens. Rome s'empare de Dyrrachium, tête de pont vers la Macédoine et la Grèce
- 227 : Création des promagistrats pour administrer les nouvelles provinces
- 225 : Une armée gauloise est battue à la bataille de Télamon, en Étrurie
- 225-221 : Guerre contre les Gaulois dans la plaine du Pô, prise de Mediolanum (Milan) en 222, soumission de la Gaule cisalpine
- 221-219 Deuxième guerre illyrienne
- 219 ou 218 : La loi Claudia limite l’exercice du commerce et de l’industrie pour les sénateurs. Cette loi a pour conséquence la montée d’une nouvelle classe d’hommes d’affaires, les chevaliers
- 218 : fondation des colonies latines de Plaisance et Crémone en Gaule cisalpine
- 218-201 Deuxième guerre punique. Attaque d’Hannibal Barca en Italie, contre-attaques romaines en Espagne, puis en Afrique. Victoire finale de Scipion l'Africain contre Hannibal à Zama (202)
  - Pour financer la guerre, dévaluation du denier d'argent qui passe de 16 à 10 as de bronze et monnayage de la réserve d'or romaine. Le trésor romain sera renfloué par le butin pris sur Syracuse, Tarente, Capoue, etc. et par l’indemnité payée par Carthage.
  - Pour renouveler le Sénat romain décimé par le conflit, le censeur y inscrit les anciens magistrats. Désormais, l'élection à une magistrature ouvre l'accès au Sénat
  - Les villes d’Italie qui avaient rallié Hannibal sont frappées de confiscations de territoire au profit de l’ager publicus romain
  - Création des provinces d’Hispanie citérieure et ultérieure, alliance avec le royaume Numide
- 215-205 : Première guerre macédonienne, Hannibal s’allie avec Philippe V de Macédoine, Rome réplique en s’alliant avec la ligue étolienne. Paix après des opérations militaires limitées
- 204 : le recensement dénombre 214 000 citoyens romains

## Expansion romaine en Méditerranée (200-133)
Héritière de l’empire carthaginois, Rome multiplie les interventions militaires et diplomatiques, autant pour protéger ses conquêtes que pour neutraliser toute menace éventuelle. Les butins considérables pris sur l'Orient financent l'effort de guerre.
- 201 : Rome, Pergame et Rhodes s’allient contre Philippe V de Macédoine.
- 200-196 : Seconde Guerre macédonienne contre Philippe V de Macédoine, ancien allié d’Hannibal qui attaque la Grèce. Victoire de Flamininus à Cynocéphales en 197, protectorat romain sur le royaume de Macédoine, Rome garantit l’indépendance de la Grèce en 196
- 203-191 Soumission des Gaulois Boïens en Gaule cisalpine,
- 192-190 Guerre contre le roi séleucide Antiochos III, dont l’expansion menace la Grèce. Les conquêtes de Antiochos III en Asie mineure sont partagées en 189 entre des royaumes protégés par Rome : Pergame, Pont, Bithynie. Guerre contre les Galates d'Asie mineure
- 189 : fondation de la colonie de Bononia (Bologne), construction en 187 de la via Æmilia de Rimini à Plaisance
- 197-179 Révoltes des Celtibères et des Lusitaniens contre les Romains en Espagne
- 184 : Le traditionaliste Caton l'Ancien, élu censeur, tente de s’opposer à la montée du luxe et de la culture hellénique.
- 183 : Fondation des colonies de Mutina (Modène) et Parme en Gaule cisalpine
- 181-176 : Révolte en Corse puis en Sardaigne
- 181 : fondation de la colonie d’Aquilée
- 180 : Loi Villia Annalis (définition d'un âge minimal pour les différentes magistratures)
- 178-177 : Conquête de la péninsule istrienne, à partir d’Aquilée
- 178-175 : Soumission des tribus guerrières de Ligurie et de l'Apennin septentrional
- 171-168 : Troisième Guerre macédonienne contre Persée de Macédoine : La Macédoine vaincue est divisée en quatre cantons. Paul Émile le Macédonien ramène un fabuleux butin depuis la Grèce
- 167 : Le tribut annuel de 100 talent imposé à la Macédoine permet d'exonérer les Romains du tributum, contribution aux dépenses militaires.
- 166 : Rome installe à Délos un port franc et un marché aux esclaves, qui devient un grand centre du commerce de Méditerranée orientale.
- 166-163 Révolte en Corse
- 147-138 : En Hispanie, révolte des Lusitaniens animée par Viriatus. Massacre des révoltés et assassinat de Viriatus
- 153-151 : Guerre contre les Celtibères
- 153 : Caton l'Ancien dirige une mission d'arbitrage entre Carthage et le roi numide Massinissa sur des différends frontaliers. Il en revient décidé à faire détruire Carthage (Delenda est Carthago)
- 149-146 : Quatrième Guerre macédonienne : révolte de la Macédoine et de la ligue achéenne. Pillage de Corinthe, création des provinces de Macédoine et d'Achaïe
- 149-146 : Troisième guerre punique. Prise et destruction de Carthage par Scipion Émilien et création de la province d’Afrique
- 148 : Mort du roi numide Massinissa, allié de Rome. Scipion Émilien règle sa succession en partageant son royaume entre ses fils.
- 143-133 : Insurrection des Celtibères dans le Nord de l’Espagne, guerre de Numance, prise par Scipion Émilien
- 133 : Rome hérite du royaume de Pergame qui devient la province d’Asie en 129

## Crise de la République romaine (133-27)
Rome est devenue la première puissance du bassin méditerranéen, mais les guerres longues et lointaines et les conquêtes sont sources de tensions sociales : le système du paysan-soldat n’est plus adapté, le blé à bas prix qui afflue de Sicile, de Sardaigne, puis d'Afrique ruine les petits propriétaires, les classes populaires s’appauvrissent. Le clivage patricien/plébéien s’est effacé de la vie politique, mais la classe sénatoriale monopolise le pouvoir politique et la richesse foncière, et s’oppose aux affairistes de l’ordre équestre, négociants, publicains et banquiers enrichis par l’exploitation des provinces. Les factions politiques se divisent en populares menés par des aristocrates progressistes ou démagogues qui s’appuient sur les prolétaires et les chevaliers, et optimates, groupes d'aristocrates conservateurs.

### Les Gracques
- 133 : Le tribun de la plèbe Tiberius Gracchus instaure la Lex Sempronia, une loi agraire de redistribution aux citoyens pauvres des terres publiques accaparées par les riches. Il est tué dans une émeute suscitée par les riches, dirigés par Scipion Nasica
- 139-132 : guerre servile en Sicile
- 126 : Révolte en Sardaigne
- 125-121 : Conquête de la Gaule narbonnaise notamment par les campagnes de Cnaeus Domitius Ahenobarbus et de Fabius Maximus Allobrogicus, colonies de Aquae Sextiae (Aix-en-Provence) en 122 et Narbo Martius (Narbonne) en 118, protectorat sur la cité grecque de Massilia
- 123 : Le tribun Caius Gracchus, frère du précédent, fait voter une loi frumentaire de distribution de blé à bas prix aux citoyens pauvres.
- 122 : Le tribun de la plèbe Marcus Livius Drusus, soutenu par le Sénat, se livre à des surenchères démagogiques pour contrer Caius Gracchus
- 121 : Caius Gracchus est tué dans une émeute.
- 117 : La province de Dalmatie à l'Est de la mer Adriatique est attaquée par Rome (?).

### Marius contre Sylla
- 114-101 Guerre Germanique contre les Scordisques, les Cimbres et les Teutons :
  - 114     Guerre contre les tribus thraces (Scordisques): Défaite des romains
  - 113     Défaite romaine à Noréia infligée par les Cimbres et les Teutons
  - 109     Défaite romaine sur l'Èbre en Espagne par les Cimbres et les Teutons
  - 107     Défaite romaine à Tolosa par les Cimbres et les Teutons
  - 105     Défaite romaine des consuls à Arausio par les Cimbres et les Teutons : ces défaites affaiblissent l'aristocratie romaine et menacent l'Italie d'invasion.
- 111 : abolition des lois agraire et frumentaire proposées par les Gracques
- 111-105 Intervention en Numidie contre Jugurtha : victoire de Quintus Caecilius Metellus Numidicus en 108, Marius, consul en 107, prend Cirta en 106 et capture Jugurtha en 105. La Numidie est divisée en deux royaumes clients de Rome
- 106 : Marius supprime la condition d’un cens minimum de 1600 sesterces pour servir dans l’armée romaine, autorisant l’enrôlement des prolétaires romains. Il améliore la tactique militaire par la subdivision des légions en cohortes
- 104-100 Marius est réélu consul année après année, malgré la loi sur l’espacement des consulats. Il anéantit les Teutons à Aquae Sextiae en 102, et les Cimbres à Verceil en 101
- 104 à 101 : Guerre servile en Sicile et en Campanie
- 103 : L'aide aux soldats démobilisés est réglementée à Rome.
- 103 et 100 : Le tribun de la plèbe Saturninus favorise l’élection de Marius au consulat et propose d’admettre les alliés italiens dans les répartitions frumentaires. Opposition violente des optimates qui empêchent le vote.
- 99 : le tribun Saturninus fait assassiner le candidat au consulat Memmius. Marius l’abandonne et le fait lapider.
- 98 : Ptolémée Apion lègue la Cyrénaïque à Rome
- 91 : Le tribun de la plèbe Livius Drusus projette d'accorder la citoyenneté romaine aux Italiens. Le refus du Sénat et son assassinat déclenchent la révolte de l'Italie du centre et du sud (Guerre des Alliés ou guerre sociale)
- 91-89 Sylla et Marius répriment la révolte des Italiens. La  lex Julia  accorde la citoyenneté romaine aux Latins et aux Italiens qui déposent les armes
- 89 et suivante : inscription des Italiens comme nouveaux citoyens dans les 35 tribus romaines
- 88-85 : Première guerre de Mithridate Guerre contre Mithridate VI, roi du Pont, qui a envahi l'Asie puis la Grèce et massacré des milliers de commerçants romains.
- 88 : Sylla élu consul obtient le commandement contre Mithridate. Une insurrection populaire à Rome donne le commandement à Marius. Sylla chasse Marius de Rome et part avec les légions en Orient.
- 87 : Marius et Cinna marchent sur Rome, se déclarent consuls et font régner la terreur à Rome par leurs proscriptions.
- 86 : Décès de Marius par maladie. Cinna s'autoproclame consul en 86, 85, 84 jusqu'à son assassinat par un soldat mécontent
- 84 : Paix de Dardanos. Mithridate VI vaincu par Sylla doit restituer les territoires conquis, livrer sa flotte et payer 3000 talents.
- 83-82 : Retour de Sylla et son armée en Italie, guerre civile entre Sylla et les marianistes
- 83-82 : Deuxième guerre de Mithridate.
- 82-79 : Dictature de Sylla, nouvelles proscriptions. Sylla diminue le pouvoir des tribuns de la plèbe, augmente celui du Sénat et abdique soudainement en 79

### Pompée et Crassus
- 80-72 : En Espagne, Sertorius, partisan de Marius, tient les légions en échec pendant des années. Pompée n’en vient à bout qu’en le faisant assassiner
- 74 Annexion de Cyrène
- 74 : Le roi Nicomède IV lègue la Bithynie à Rome. Mithridate VI occupe la Bithynie (Troisième guerre de Mithridate). Lucullus le bat en 72, ainsi que son allié Tigrane II d'Arménie en 69.Mais la révolte de ses légions oblige Lucullus à se replier en 67
- 73 à 71 : Révolte d'esclaves et de gladiateurs menés par Spartacus en Italie du Sud, réprimée par Crassus.
- 70 : le recensement décompte 910 000 citoyens romains, soit près du double d'avant la guerre sociale
- 70 : Procès des Siciliens contre les extorsions de Verres, gagné par Cicéron
- 70 consulat de Crassus et de Pompée, rétablissement des pouvoirs des tribuns de la plèbe
- 67 : Pompée doté des pleins pouvoirs pour l’Orient par la  lex Gabinia , anéantit les pirates qui écumaient le littoral italien, leur repaire la Crète devient province romaine
- 66-63 Troisième guerre de Mithridate (fin) : Victoires de Pompée sur Mithridate VI et Tigrane Ier en 66. Annexion de la Bithynie et du Pont, l'Arménie paie tribut à Rome. Conquête de la Cilicie, autre repaire de pirates, et de la Syrie, prise de Jérusalem en 63.
- 63 : La charge de grand pontife devient élective. Jules César est élu après une campagne financée par Crassus
- 63 : la conjuration de Catilina est déjouée par le consul Cicéron. La révolte de Catilina écrasée par Crassus et Jules César
- 62 : Pompée revient d’Orient et licencie ses légions

### Le premier triumvirat
- 60 : Triumvirat secret entre Jules César, Licinius Crassus et Pompée le Grand
- 59 : Le pharaon d'Égypte Ptolémée IX reçoit le titre d'allié et ami du peuple romain
- 59 : consulat de Jules César
- 58 : L'île de Chypre est annexée par Rome par traité de succession au détriment de l'Égypte. À cause de ses relations amicales avec Rome, Ptolémée IX Alexandre est chassé du pays par le peuple d'Alexandrie.
- 58 : le tribun de la plèbe Clodius Pulcher instaure des distributions gratuites de blé et fait exiler Cicéron.
- 58-51 Conquête de la Gaule chevelue par le proconsul Jules César
- 56 : renouvellement du triumvirat entre Jules César, Crassus et Pompée
- 55 : Deuxième consulat de Pompée et Crassus
- 56 : Crassus reçoit le proconsulat de Syrie. Pompée reçoit le proconsulat d'Espagne, mais y envoie des légats pour rester à Rome
- 54-53 : Crassus mène une guerre désastreuse contre les Parthes : à la suite de la bataille de Carrhes, il fut capturé et exécuté.
- 53 : Les désordres à Rome empêchent la tenue des élections
- 52 : Clodius Pulcher est tué par Titus Annius Milon lors d’une bagarre sur la via Appia. Pompée est nommé consul sine collega (consul unique) pour rétablir l'ordre. Milon est exilé malgré la défense assurée par Cicéron
- 50 : le proconsulat de Jules César va arriver à expiration. Il ne peut faire valider sa candidature au consulat de 49.
- 49 : Guerre civile : sommé de rendre ses légions, César passe le Rubicon, prend le contrôle de Rome et de l'Italie, tandis que Pompée fuit en Orient. César se fait nommer dictateur pour un an, avec Marc Antoine comme maître de cavalerie. Victoire de César en Espagne et à Marseille, défaite de son lieutenant Curion en Afrique
- 48 : Victoire de César à Pharsale, exécution de Pompée à Alexandrie par le pharaon Ptolémée XIII
- 47 : Victoire de César à Alexandrie sur l'armée égyptienne, puis sur Pharnace à Zéla.
- 46 : Victoire de César sur les Pompéiens à Thapsus en Afrique. César se fait nommer dictateur pour 10 ans.
- 45 : Victoire de César sur les Pompéiens à Munda en Espagne. César se fait nommer dictateur à vie. Il renouvelle les effectifs du Sénat, qui passe de 600 à 900 membres
- ~45 Début de l’émission régulière de monnaies en or (aureus)
- 44 : Assassinat de César par un groupe de sénateurs entraînés par Marcus Junius Brutus et Cassius. Le consul Marc Antoine et le maître de cavalerie Lépide conservent leurs titres, les sénateurs tergiversent malgré les efforts de Cicéron, les assassins de César ne sont pas poursuivis, le jeune Octave (19 ans), fils adoptif et héritier de César, tente de s’imposer.

### Le second triumvirat
- 44-43 : Violents discours de Cicéron contre Marc Antoine (Philippiques)
- 43 : Guerre de Modène : Octave et les consuls Pansa et Hirtius battent Marc Antoine en Gaule Cisalpine, mais les deux consuls meurent dans la bataille
- 43 : Le Sénat confirme les pouvoirs de Junius Brutus en Macédoine, Cassius en Syrie et Sextus Pompée en Sicile
- novembre 43 : Réconciliation de Octave et Marc Antoine, grâce à l’intervention de Lépide, formation du second triumvirat. La Lex Titia accorde les pouvoirs exceptionnels au triumvirat pour cinq ans. Nouvelles proscriptions à Rome, exécutions de nombreux sénateurs dont Cicéron (150 selon Tite-Live, 300 selon Appien) et de nombreux chevaliers
- 42 : Guerre civile en Orient contre les assassins de Jules César : Victoire de Marc Antoine et d’Octave à la Bataille de Philippes, suicide de Junius Brutus et Cassius. Partage des provinces entre les triumvirs : l’Afrique pour Lépide, les Gaules et l’Orient pour Marc Antoine, l’Espagne, la Sardaigne et la Sicile pour Octave, l’Italie étant indivise.
- 41 : Rencontre de Marc Antoine et Cléopâtre VII à Tarse en Cilicie
- 41-40 : Guerre de Pérouse, contre Lucius Antonius frère de Marc Antoine qui intrigue contre Octave. Octave s’empare des Gaules, Marc Antoine débarque en Italie. Mais le traité de Brindes négocié par Mécène et Asinius Pollion évite la guerre et confirme la nouvelle répartition des provinces. Marc Antoine épouse Octavie, sœur d’Octave.
- 40 : Triomphe commun de Marc Antoine et Octave à Rome.
- 39 : Octave et Antoine doivent traiter avec Sextus Pompée dont la flotte sicilienne bloque le ravitaillement de Rome. On lui cède la Sicile, la Corse et la Sardaigne, et on lui promet l’Achaïe et le consulat, contre le ravitaillement en blé de Rome
- 39-36 : Guerre de Marc Antoine contre les Parthes qui ont attaqué la Syrie. Marc Antoine monte une grande expédition contre eux en 36, mais harcelé sur ses arrières, il doit battre en retraite
- 37 : Reconduction officielle du second triumvirat, pour cinq ans
- 36 : Sextus Pompée est battu en Sicile à la bataille de Nauloque par Octave, Agrippa et Lépide. Lépide, accusé d’entente avec Sextus Pompée, est démis de sa fonction de triumvir, tandis qu'Octave reçoit du Sénat la puissance tribunicienne à vie
- 35-33 : Campagne victorieuse d'Octave en Illyricum
- 34 : Soumission par Marc Antoine de l'Arménie, alliée des Parthes. Il célèbre un triomphe à Alexandrie, et fait donation de territoires romains à Cléopâtre et à leurs enfants
- 33 : Tensions diplomatiques entre Octave et Marc Antoine
- 32-30 : Le triumvirat arrive à expiration, mais Octave garde le pouvoir à Rome. Guerre civile entre Octave et Marc Antoine : victoire d'Octave à Actium en 31
- 30 : Suicides de Marc Antoine et de Cléopâtre VII : L'Égypte devient une province romaine
- 27 : Octave reçoit le titre d’Auguste

## Sources
- George Hacquard, Jean Dautry, O Maisani, Guide romain antique, Hachette, 1963,  (ISBN 2-01000-488-4)
- Marcel le Glay, Rome, Grandeur et Déclin de la République, 1990, Ed Perrin, réédité en 2005  (ISBN 2-26201-897-9)